# Sarpang
Sarpang (Dzongkha: གསར་སྤང་རྫོང་ཁག་; Wylie: Gsar-spang rdzong-khag; även Geylegphug, Gaylegphug, Gelephu (Sarbhang)) är ett av Bhutans tjugo distrikt (dzongkha). Huvudstaden är Sarpang. 
Distriktet har cirka 41 549 invånare på en yta av 2 362 km².

## Administrativ indelning
Distriktet är indelat i tolv gewog:
- Bhur Gewog
- Chhuzagang Gewog
- Dekiling Gewog
- Doban Gewog
- Gelephu Gewog
- Hilley Gewog
- Jigmechhoeling Gewog
- Sarpangtar Gewog
- Senghe Gewog
- Serzhong Gewog
- Taklai Gewog
- Umling Gewog